# سناریو (رایانش)
یک سناریو (به انگلیسی: scenario، US: ‎/səˈnɛərioʊ/‎) یا فرانامه در علم رایانش، یک «داستان» از فعل و انفعال‌های قابل‌پیش‌بینی از نقش‌های کاربر (که در زبان مدل‌سازی یکپارچه «کنشگر» نام دارد) و یک سامانه فنی (که معمولاً شامل سخت‌افزار و نرم‌افزار رایانه‌ای است) می‌باشد.
واژه «سناریور» از واژه ایتالیایی scenario (تلفظ [ʃeˈna:rjo]) گرفته شده‌است که آن هم از واژه لاتین scena به معنی scene یا «صحنه» مشتق شده‌است.